# مسجد إشعياء ومرقد إسماعيل
مسجد إشعياء ومرقد إسماعيل (بالفارسية: مسجد شعیا وامامزاده اسماعیل) هو مسجد تاريخي يعود إلى عصر الدولة السلجوقية، ويقع في أصفهان. يحتوى على ضريح يُنسب للنبي إشعيا، ومرقد إسماعيل أحد أحفاد الحسين بن علي.

## معرض الصور

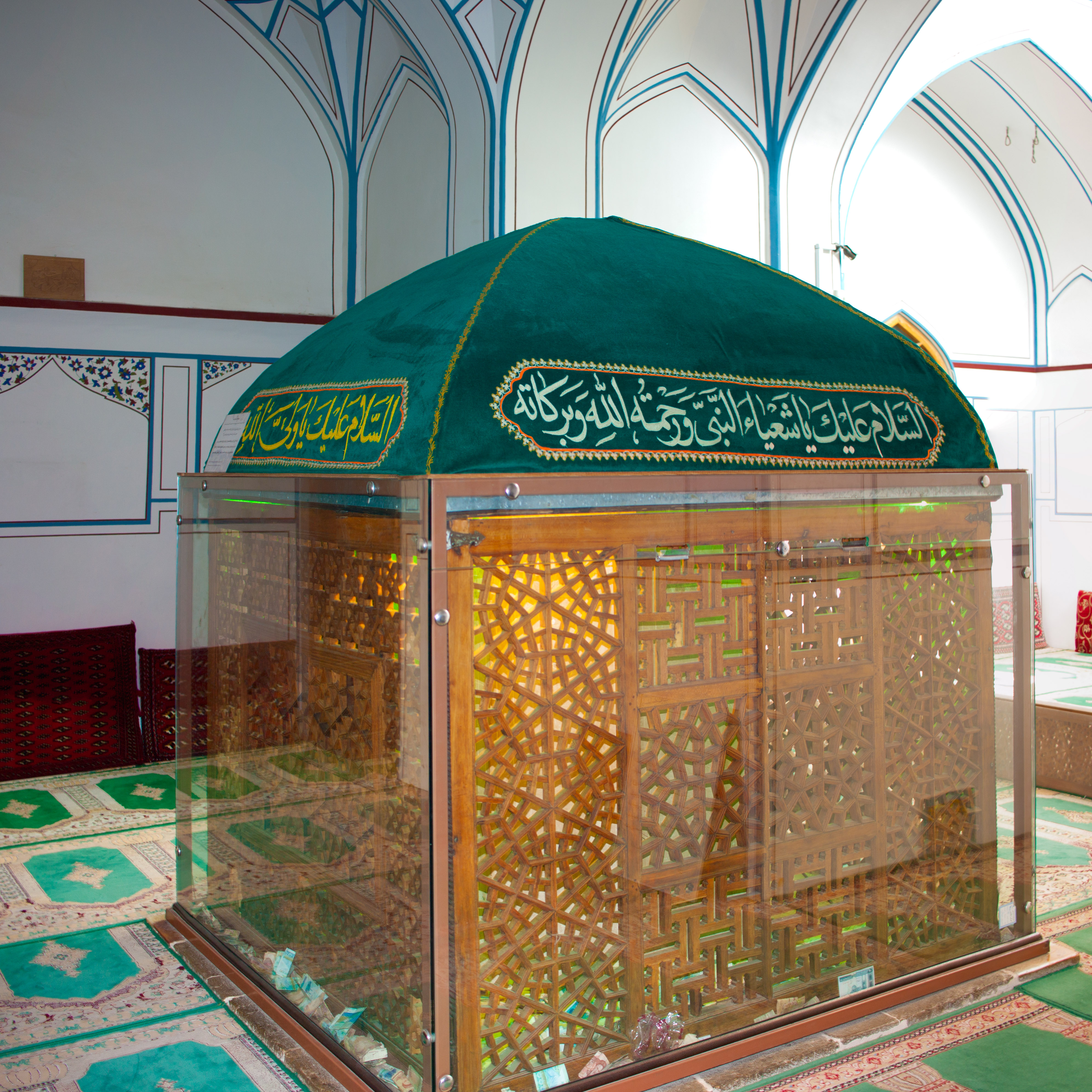
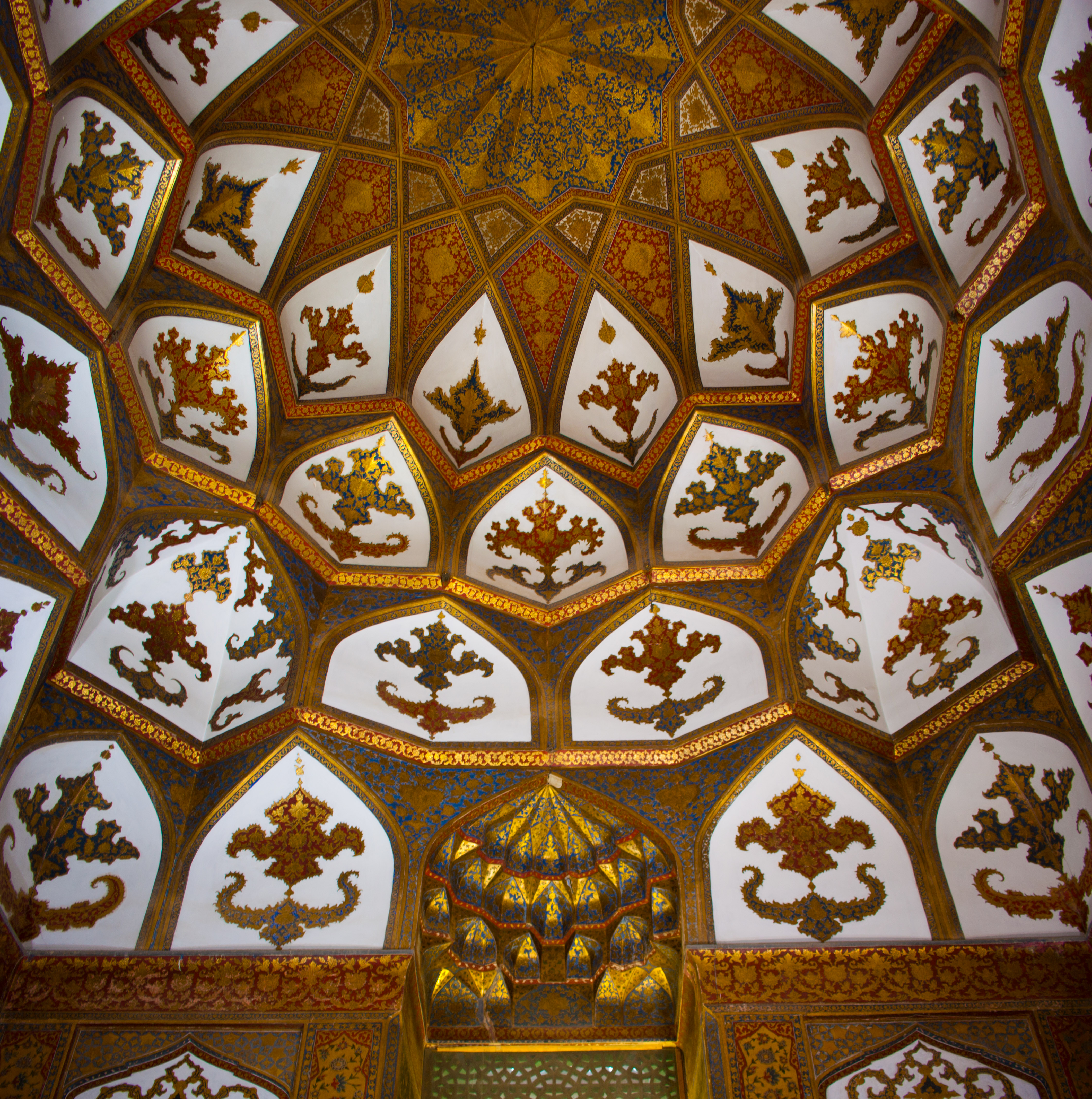
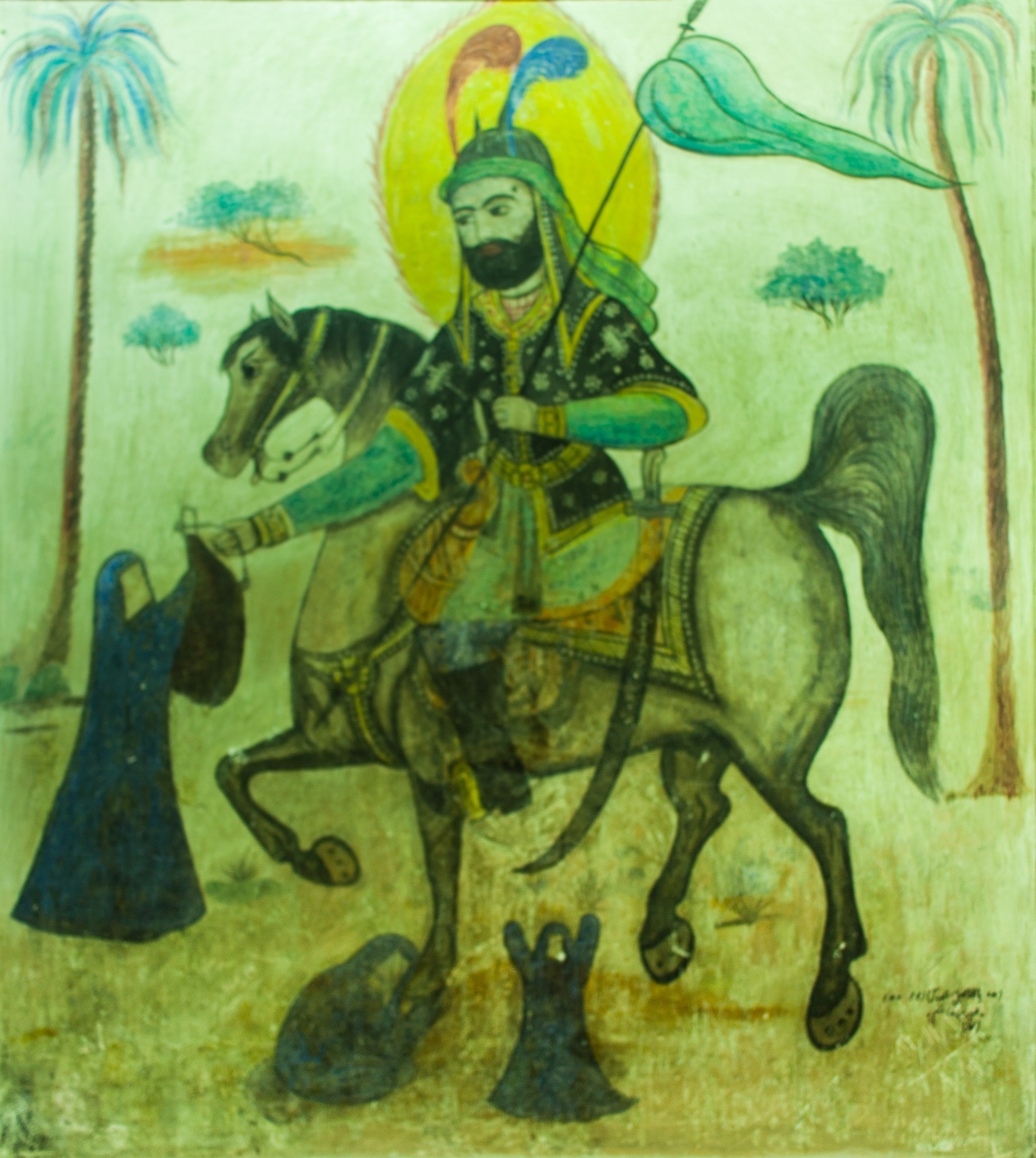
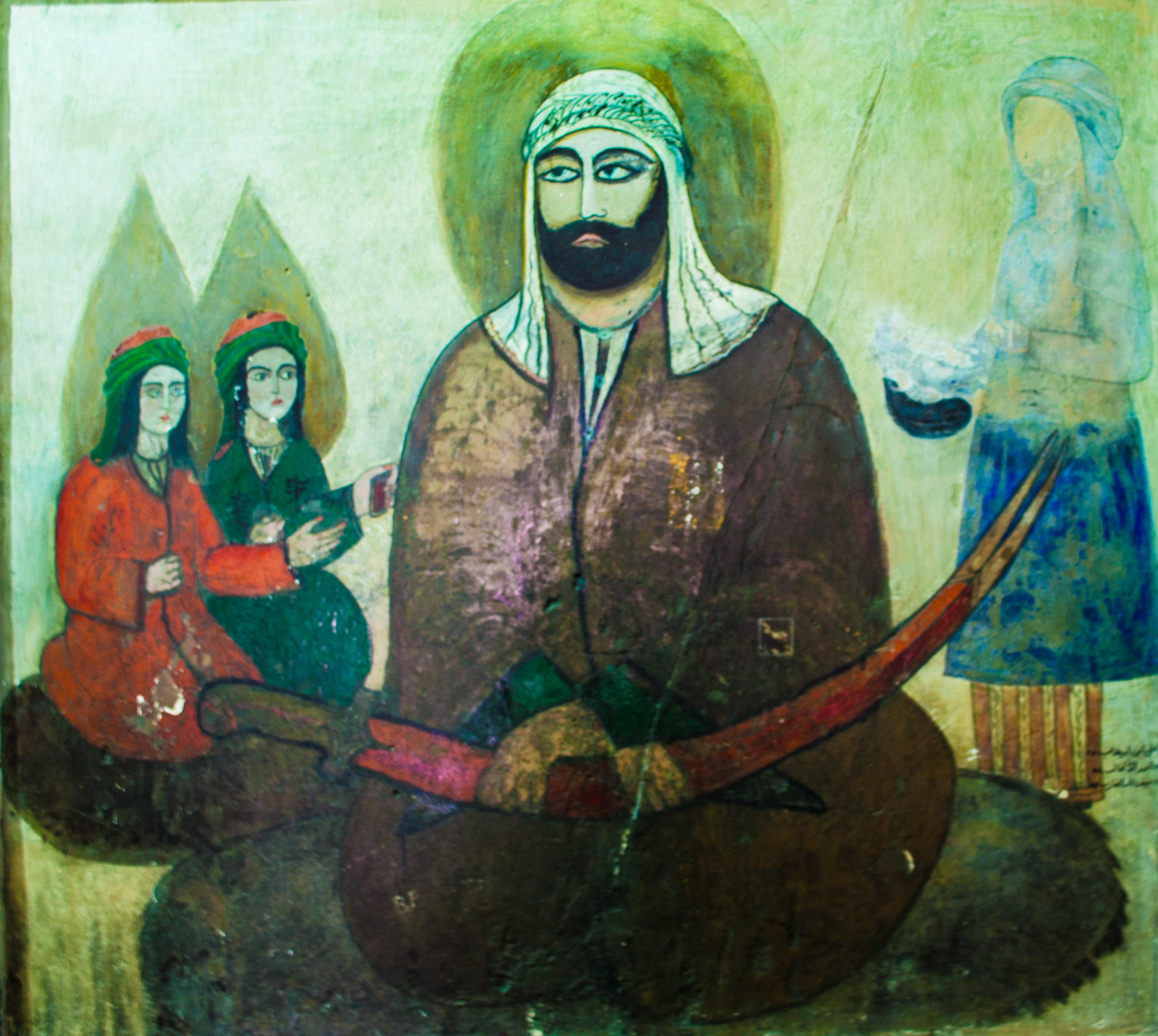